# ABCD包圍網
ABCD包圍網（／ Ēbīshīdī hōimō）指在第二次世界大戰期間，東亞各國對日本進行經濟封鎖而給予的稱號。
ABCD包圍網一共取自四個國家的頭一個英文字母，包括美國（America）、英國（Britain）、中國（China）與荷蘭（Dutch）。由於日本的軍事擴張及排除其他列強勢力，引發當時英國與美國對日本進行貿易制裁與經濟封鎖。其中石油與钢鐵的禁止輸入對日本的影響最大（刺激日本偷襲美國在太平洋上的珍珠港基地），日本也因此與美國、英國談判。
英國開出三個條件：日軍撤出中國、廢除日德意三國同盟、不得承認重慶國民政府以外的中國政權，令世界歷史有了重大改變。美國也提出內容相差不大的赫爾備忘錄。日本視此為最後通牒，是西方意圖封鎖日本的行動，而準備對英國與美國宣戰。